# Chlorochroa saucia
Chlorochroa saucia är en insektsart som först beskrevs av Thomas Say 1832.  Chlorochroa saucia ingår i släktet Chlorochroa och familjen bärfisar. Inga underarter finns listade i Catalogue of Life.